# Mer des Tchouktches

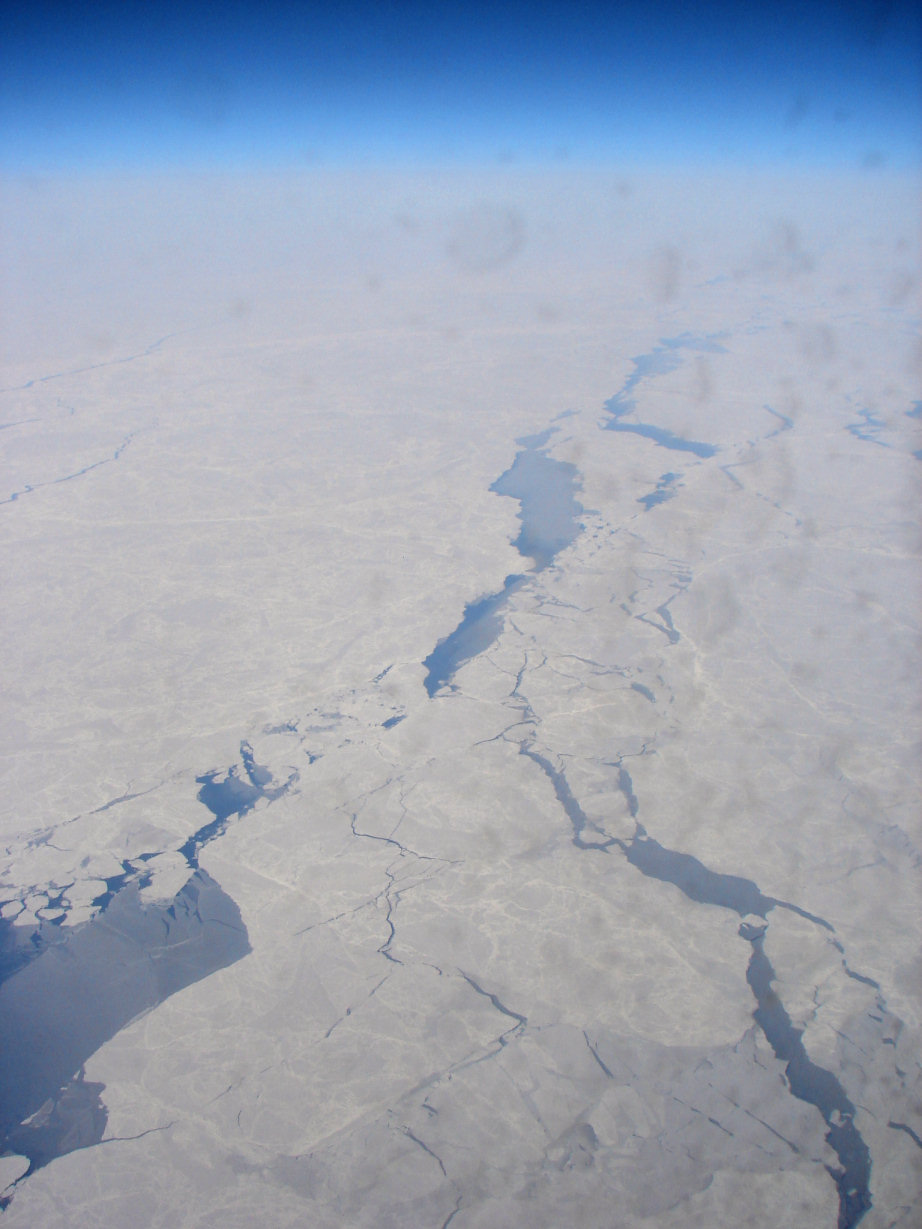
Mer des Tchouktches.

La mer des Tchouktches (en russe : Чуко́тское мо́ре, en anglais Chukchi Sea) est une mer bordière de l'océan Arctique bordant la pointe nord-est du continent asiatique (Tchoukotka) et la pointe nord-ouest du continent américain (Alaska).
Le cercle polaire arctique marque la limite sud de cette mer et la rend frontalière de la mer de Béring et du détroit de Béring. La mer des Tchouktches est délimitée par l'île Wrangel (qu'elle contient dans son espace) et la côte nord du district autonome de Tchoukotka à l'ouest et par la côte nord-ouest de l'Alaska à l'est. Elle s'étend de 66°33' à 71°35' de latitude nord et de 178°46' de longitude est à 156°29' de longitude ouest.

## Limites
L'Organisation hydrographique internationale définit les limites de la mer des Tchouktches de la façon suivante : 
- à l'ouest : depuis le point le plus septentrional de l'île Wrangel (mys Evans) (71° 34′ 58″ N, 179° 34′ 24″ O), à travers cette île jusqu'au cap Blossom (70° 47′ 00″ N, 178° 45′ 33″ E) et de là au cap Iakan sur la terre ferme (69° 35′ 29″ N, 177° 28′ 02″ E) ;

- au nord : la ligne joignant la pointe Barrow, en Alaska (71° 23′ 11″ N, 156° 28′ 52″ O), au point le plus septentrional de l'île Wrangel ;

- au sud : le cercle polaire arctique entre la Sibérie et l'Alaska.

## Géographie
Sa superficie est d'environ 595 000 km2. Elle n'est navigable que quatre mois dans l'année. Sa profondeur est inférieure à 50 m sur 56 % de sa superficie. Son nom est celui d'une peuplade, les Tchouktches, vivant sur la côte russe qui la borde. Cette mer comporte très peu d'îles par rapport aux autres mers de l'Arctique : on ne dénombre que deux îles en pleine mer, l'île Wrangel et l'île Herald, une île côtière, l'île Kolioutchine, et des îles intégrées à des cordons littoraux fermant plusieurs lagunes côtières réparties entre la Tchoukotka et l'Alaska.
En Alaska, les rivières qui se jettent dans la mer des Tchouktches sont notamment la Kivalina, la Kobuk, la Kokolik, la Kukpowruk, la Kukpuk, la Noatak, l'Utukok, la Pitmegea et la Wulik. Les rivières les plus importantes du côté russe sont l'Amgouema, le Iouniveïem et le Tcheguitoun.
La banquise de la mer des Tchouktches constitue l'habitat naturel de nombreux ours polaires. En raison du réchauffement climatique, la fonte des glaces est particulièrement importante depuis quelques années, et notamment en 2008, et menace notamment la survie des ours polaires.
En 2019, la superficie de glace a significativement diminué par rapport aux années précédentes, provoquant l’inquiétude des scientifiques face à l'accélération de la fonte des glaces.

## Histoire
Le 28 septembre 1878, le bateau à vapeur Vega reste bloqué dans la mer des Tchouktches durant l'expédition d'Adolf Erik Nordenskiöld. Il est impossible d'aller plus loin cette année et le bateau prend ses quartiers d'hiver, même si les membres de l'expédition sont conscients que seuls quelques kilomètres de glace les séparent des eaux libres. Le 18 juillet 1879, le Vega est enfin libéré et passe le détroit de Béring deux jours plus tard et se rend dans l'océan Pacifique.
En 1913, le Karluk, abandonné par le chef d'expédition Vilhjalmur Stefansson, dérive dans les glaces dans le nord de la mer des Tchouktches et coule près de l'île Herald. Les survivants réussissent à se rendre sur l'Île Wrangel où ils se trouvent dans une situation sans espoir. Le capitaine Robert Bartlett parcourt des centaines de kilomètres à pied avec Kataktovik, un Inuit, sur la mer des Tchouktches gelée, pour trouver de l'aide. Ils atteignent le cap Vankarem le 15 avril 1914. Douze survivants seront récupérés neuf mois plus tard sur l'île Wrangel par le King & Winge, une goélette de construction récente.
En 1933, le bateau à vapeur Tcheliouskine tente de traverser le passage du Nord-Est depuis Mourmansk pour prouver qu'une telle traversée est possible en une seule saison. Le navire est assailli par les glaces dans la mer des Tchouktches et, après avoir dérivé avec les glaces durant plus de deux mois, coule le 13 février 1934 près de l'île Kolioutchine. À l'exception d'un décès, l'intégralité de l'équipage de 104 hommes peut établir un camp sur la mer de glace. Le gouvernement soviétique organise alors une évacuation aérienne au cours de laquelle tous sont sauvés. Le capitaine Vladimir Voronine et le leader de l'expédition Otto Schmidt deviennent des héros.

## Exploitations pétrolières
En février 2008, malgré l'opposition de plusieurs associations environnementales et d'une partie de la population locale, le gouvernement américain a mis en vente plusieurs centaines de licences d'exploration et de forage dans la zone économique exclusive américaine de la mer des Tchouktches, au large de la côte nord-ouest de l'Alaska.
Barack Obama autorise en 2015 la multinationale pétrolière Shell à mener des forages dans la mer des Tchouktches.

## Sources
- (en) Cet article est partiellement ou en totalité issu de l’article de Wikipédia en anglais intitulé « Chukchi Sea » (voir la liste des auteurs).